# David Riley
Pour les articles homonymes, voir Riley.
David Riley (né en Grande-Bretagne) est un analyste financier spécialisé dans l'évaluation de la santé économique des États.

## Biographie
Il est diplômé du Birkbeck College et de l'université de Londres.
Il a conseillé le Trésor britannique,. 
Par la suite, il a été engagé par UBS Warburg comme responsable « des études économiques sur l'Europe centrale ».
En 2001, il a été embauché par Fitch Ratings où il sera notamment chargé de la note souveraine des États . En 2013, il rejoint BlueBay Asset Management. En 2023, il prend sa retraite,. 